# Exetastes violaceipennis
Exetastes violaceipennis är en stekelart som först beskrevs av Cameron 1906.  Exetastes violaceipennis ingår i släktet Exetastes och familjen brokparasitsteklar. Inga underarter finns listade i Catalogue of Life.